# İlayda Çevik
İlayda Çevik (Balıkesir, 22 de diciembre de 1994) es una actriz y modelo turca, conocida por interpretar el papel de Balca Koçak en la serie Love is in the air (Sen Çal Kapımı) y por el de Betül Arcan en la serie Bir Zamanlar Çukurova.

## Biografía
İlayda Çevik nació el 22 de diciembre de 1994 en Balıkesir (Turquía), y además de turco, también habla inglés, alemán y francés.

## Carrera
İlayda Çevik comenzó a actuar en el teatro. Se graduó del departamento de teatro de la Universidad de Yeditepe de Estambul. Del 2013 al 2016 es conocida por el papel de Maya Şamverdi en la serie Rosa negra (Karagül). Tuvo su primera experiencia cinematográfica en 2013 con la película Kızım İçin dirigida por Hakan Haksun. En 2017 interpretó el papel de Yıldız en la serie İsimsizler y en Savaşçı (en el papel de Türkmen Kızı Gülayşeed). En el mismo año protagonizó la película Niyazi Bey dirigida por Aydin Bulut y el cortometraje Bir Cenaze dirigido por Baki Erdi Mamikoglu (en el papel de Deniz).
En 2018 y 2019 interpretó el personaje de Berrak Yılmaz en la serie Sen Anlat Karadeniz. En 2020 tuvo el papel protagónico con el personaje de Bahar Çetin en la serie Gel Dese Aşk. En 2020 y 2021 interpretó el personaje de Balca Koçak en la serie Love is in the air (Sen Çal Kapımı) y donde actuó junto a actores como Hande Erçel y Kerem Bürsin. En 2021 y 2022 se unió al elenco de la serie Bir Zamanlar Çukurova, en el papel de Betül Arcan y donde protagonizó junto a actores como Hilal Altınbilek, İbrahim Çelikkol, Sibel Taşçıoğlu, Erkan Bektaş y Altan Gördüm. En 2022 interpretó el papel de Nil en la película Iliski Doktoru dirigida por Mustafa Ugur Yagcioglu. En 2022 se unió al elenco de la serie Tuzak, en el papel de Luna.

## Filmografía

### Cine
| Año  | Título         | Personaje   | Director               |
| ---- | -------------- | ----------- | ---------------------- |
| 2015 | Kızım İçin     |             | Hakan Haksun           |
| 2017 | Niyazi Bey     | Aydin Bulut |                        |
| 2022 | Iliski Doktoru | Nil         | Mustafa Ugur Yagcioglu |

### Televisión
| Año       | Título                              | Personaje              |
| --------- | ----------------------------------- | ---------------------- |
| 2013-2016 | Rosa negra (Karagül)                | Maya Şamverdi          |
| 2017      | İsimsizler                          | Yıldız                 |
| 2017      | Savaşçı                             | Türkmen Kızı Gülayşeed |
| 2018-2019 | Sen Anlat Karadeniz                 | Berrak Yılmaz          |
| 2020      | Gel Dese Aşk                        | Bahar Çetin            |
| 2020-2021 | Love is in the air (Sen Çal Kapımı) | Balca Koçak            |
| 2021-2022 | Bir Zamanlar Çukurova               | Betül Arcan            |
| 2022      | Tuzak                               | Luna                   |

### Cortometrajes
| Año  | Título     | Personaje | Director            |
| ---- | ---------- | --------- | ------------------- |
| 2015 | Bir Cenaze | Deniz     | Baki Erdi Mamikoglu |

## Premios y reconocimientos
Premios de la Juventud de Turquía
| Año  | Categoría                             | Trabajo             | Resultado |
| ---- | ------------------------------------- | ------------------- | --------- |
| 2019 | Mejor actriz de reparto de televisión | Sen Anlat Karadeniz | Nominada  |